# PAE APSZ Atrómitosz Athinón
Az Atrómitosz (görögül ΠΑΕ Αθλητικός Πολιτιστικός Σύλλογος Ατρόμητος Αθηνών, magyar átírásban: PAE Athlitikósz Politisztikósz Szílogosz Atrómitosz Athinón, nemzetközi nevén: Atromitos FC) egy görög labdarúgócsapat, székhelye Athén Perisztéri kerületében található.
A jelenleg a görög élvonalban szereplő csapat eddig még nem ért el kimagasló eredményt, rangosabb nemzetközi kupát nem nyert.
A PAE Atrómitosz az APSZ Atrómitosz sportegyesület labdarúgó-szakosztálya.

## Klubszínek
Hazai mezek
| 1923–24 | 2006–07 | 2011–14 | 2015–16 |  |

Idegenbeli
| 2006–07 | 2006–07 | 2015–16 | 2015–16 |

## Sikerei

### Nemzeti
- Görög másodosztály bajnok:

2 alkalommal (1979–80, 2008–09)

### Európaikupa-szereplés

#### Összesítve
| Kupa       | J  | Gy | D | V | Rg | Kg |
| ---------- | -- | -- | - | - | -- | -- |
| UEFA-kupa  | 14 | 4  | 2 | 8 | 16 | 25 |
| Összesítve | 14 | 4  | 2 | 8 | 16 | 25 |

#### Szezonális bontásban
| Idény   | Kupa        | Forduló | Klub             | 1. mérk. | 2. mérk. | Össz.     |  |
| 2006–07 | UEFA-kupa   | 1R      | Sevilla FC       | 1–2      | 0–4      | 1–6       |  |
| 2012–13 | Európa-liga | PO      | Newcastle United | 1–1      | 0–1      | 1–2       |  |
| 2013–14 | Európa-liga | PO      | AZ               | 1–3      | 2–0      | 3–3 (i.g) |  |
| 2014–15 | Európa-liga | 3Q      | FK Sarajevo      | 1–3      | 2–1      | 3–4       |  |
| 2015–16 | Európa-liga | 3Q      | AIK              | 1–0      | 3–1      | 4–1       |  |
| 2015–16 | Európa-liga | PO      | Fenerbahçe       | 0–1      | 0–3      | 0–4       |  |
| 2018–19 | Európa-liga | 2Q      | Dinama Breszt    | 1–1      | 3–4      | 4–5       |  |

## Játékoskeret

### Jelenlegi keret
2018. szeptember 1-i állapot szerint.
| #  |     | Poszt | Név                                             |
| -- | --- | ----- | ----------------------------------------------- |
| 4  | GRE | V     | Arisztotélisz Karaszalídisz                     |
| 5  | GRE | V     | Dimítrisz Hadziiszaíasz (kölcsönben a PAÓK-tól) |
| 6  | BIH | KP    | Azer Bušuladžić                                 |
| 7  | AUT | CS    | Armin Mujakic                                   |
| 8  | ARG | KP    | Javier Umbides ()                               |
| 9  | GRE | CS    | Jórgosz Manúszosz                               |
| 10 | COD | CS    | Clarck N'Sikulu                                 |
| 11 | BRA | CS    | Bruno (kölcsönben a LASK Linz-től)              |
| 12 | GRE | CS    | Konstantinos Kotsopoulos                        |
| 15 | BRA | KP    | Madson                                          |
| 16 | GRE | KP    | Thodorísz Vaszilakákisz                         |
| 17 | HUN | CS    | Ugrai Roland                                    |

| #  |     | Poszt | Név                                        |
| -- | --- | ----- | ------------------------------------------ |
| 19 | GRE | V     | Kiriákosz Kivrakídisz                      |
| 20 | GRE | CS    | Efthímisz Kulúrisz (kölcsönben a PAÓK-tól) |
| 21 | GRE | KP    | Iraklísz Garufaliász                       |
| 23 | AUT | V     | Emanuel Sakic                              |
| 25 | HUN | K     | Megyeri Balázs                             |
| 28 | GRE | KP    | Spyros Natsos                              |
| 29 | GRE | V     | Sztéfanosz Sztrúngisz                      |
| 30 | GRE | KP    | Níkosz Lazarídisz                          |
| 31 | GRE | V     | Dimítrisz Janúlisz (kölcsönben a PAÓK-tól) |
| 33 | GRE | K     | Hrísztosz Theodorákisz                     |
| 35 | GRE | K     | Hrísztosz Mandász                          |
| 44 | GRE | V     | Szpírosz Rizvánisz                         |

### Kölcsönben
| # |     | Poszt | Név                                    |
| - | --- | ----- | -------------------------------------- |
| — | GRE | K     | Vasilios Kinalis (a Torres csapatánál) |
| — | GRE | KP    | Marios Pavlis (a Szpárti csapatánál)   |